# Riverside (California)
Riverside è una città degli Stati Uniti d'America, capoluogo dell'omonima contea e situata nello Stato della California.

## Infrastrutture e trasporti
La città è servita dalle linee San Bernardino, 91 e Riverside del servizio ferroviario suburbano Metrolink.

## Amministrazione

### Gemellaggi
Riverside è gemellata con:
- Cuautla
- Ensenada
- Hyderabad
- Jiangmen
- Gangnam-gu
- Sendai
- Alpignano